# 皐月 (戦利駆逐艦)
| 皐月      |                                                      |
| 艦歴      |                                                      |
| 発注:     |                                                      |
| 起工:     |                                                      |
| 進水:     |                                                      |
| 竣工:     | 1903年                                               |
| 就役:     | 1905年12月捕獲                                       |
| 除籍:     | 1913年4月1日                                         |
| その後:   | 1914年青島攻略戦に参加 1921年に廃船                  |
| 要目      |                                                      |
| 排水量:   | 常備：350トン                                        |
| 全長:     | 垂線間長：64.0m                                      |
| 全幅:     | 6.4m                                                 |
| 吃水:     | 1.8m                                                 |
| 機関:     | 宮原缶4基 3気筒3段膨張レシプロ2基 2軸推進、5,700馬力 |
| 速力:     | 27ノット                                             |
| 航続距離: |                                                      |
| 燃料:     | 石炭：80トン                                         |
| 乗員:     |                                                      |
| 兵装:     | 7.6cm単装砲1基 47mm単装砲5基 45cm水上発射管2門       |

皐月（さつき）は、かつて大日本帝国海軍に所属した駆逐艦である。日露戦争時にロシアから鹵獲した戦利艦であり、元はブイヌイ級駆逐艦のベドーヴイであった。艦名は睦月型駆逐艦「皐月」に引継がれた。

## 艦歴

### ロシア時代
- ロシア・ペテルブルクにあるネヴスキー造船所で1903年（明治36年）、竣工。
- 1905年（明治38年）5月28日、日本海海戦で降伏し、捕獲される。

### 日本時代
- 1905年6月6日、「皐月」と命名され、12月12日に駆逐艦籍に編入。
- 1906年、浦賀船渠で整備完了。
- 1913年（大正2年）4月1日除籍[1]。
- 1914年（大正3年）8月23日、雑役船（掃海船）「皐月丸」となる。第一次世界大戦では青島攻略戦に参加。
- 1916年（大正5年）3月31日に標的船となる。
- 1921年（大正10年）廃船。

## 艦長
※『官報』に基づく。
日本海軍
駆逐艦長
- 水科三十郎 少佐：1905年12月12日 - 1906年7月12日
- 平岡善之丞 大尉：1906年7月12日 - 1907年4月5日
- 神代護次 大尉：1907年4月5日 - 1908年12月10日
- 松原彦介 大尉：1908年12月10日 - 1909年12月1日
- 朝田外次郎 大尉：1909年12月1日 - 1911年6月28日
- 堀当 大尉：1911年6月28日 - 1912年5月22日
- 中原市介 大尉：1912年5月22日 -